# Gould (Arkansas)
Gould es una ciudad en el condado de Lincoln, Arkansas, Estados Unidos. Para el censo de 2000 la población era de 1.305 habitantes. Es parte del área metropolitana de Pine Bluff. Fue nombrada en honor a Erasmus Gould, un filósofo y poeta estadounidense.

## Geografía
Gould se localiza a 33°59′9″N 91°33′42″O / 33.98583, -91.56167. De acuerdo a la Oficina del Censo de los Estados Unidos, la ciudad tiene un área total de 4,0 km², de los cuales el 100% es tierra.

## Demografía
Para el censo de 2000, había 1,305 personas, 498 hogares y 340 familias en la ciudad. La densidad de población era 326,3 hab/km². Había 602 viviendas para una densidad promedio de 150,0 por kilómetro cuadrado. De la población 20,23% eran blancos, 78,01% afroamericanos, 0,38% amerindios, 0,08% asiáticos, 0,77% de otras razas y 0,54% de dos o más razas. 1,07% de la población eran hispanos o latinos de cualquier raza.
Se contaron 498 hogares, de los cuales 32,5% tenían niños menores de 18 años, 30,9% eran parejas casadas viviendo juntos, 32,3% tenían una mujer como cabeza del hogar sin marido presente y 31,7% eran hogares no familiares. 28,3% de los hogares eran un solo miembro y 15,1% tenían alguien mayor de 65 años viviendo solo. La cantidad de miembros promedio por hogar era de 2,61 y el tamaño promedio de familia era de 3,17.
En la ciudad la población está distribuida en 31,9% menores de 18 años, 10,1% entre 18 y 24, 22,2% entre 25 y 44, 20,3% entre 45 y 64 y 15,5% tenían 65 o más años. La edad media fue 32 años. Por cada 100 mujeres había 79,0 varones. Por cada 100 mujeres mayores de 18 años había 70,6 varones.
El ingreso medio para un hogar en la ciudad fue de $19.031 y el ingreso medio para una familia $24.028. Los hombres tuvieron un ingreso promedio de $25.833 contra $18.583 de las mujeres. El ingreso per cápita de la ciudad fue de $11.881. Cerca de 28,0% de las familias y 35,3% de la población estaban por debajo de la línea de pobreza, 42,9% de los cuales eran menores de 18 años y 33,6% mayores de 65.

## Residentes y nativos notables
- Cleo Miller, jugador retirado de fútbol americano